# Неемия
Неемия (на иврит: נְחֶמְיָה) е еврейски политик от V век пр. Хр.
Източник за живота на Неемия е библейската Книга на Неемия, която описва дейността му от първо лице. Той е придворен на персийския цар Артаксеркс I, който към 445 година пр. Хр. го назначава за управител на Юдея. Неемия заминава за Юдея, възстановява стените на Йерусалим, влиза в конфликт с нееврейските общности в областта – самаряни, амонити, араби, филистимци – и, в сътрудничество със свещеника Ездра, се опитва да наложи стриктно прилагане на юдаизма, принуждавайки евреите да се развеждат с нееврейските си съпруги.